# Fiat 1500 (1935)
Fiat 1500 a fost un automobil cu motor de șase cilindri în linie, fabricat de compania Fiat între anii 1935 și 1950. Acesta a fost unul dintre primele automobile testate într-un tunel aerodinamic, urmând exemplul modelului Chrysler Airflow, produs cu un an mai devreme. Designul său aerodinamic a atins un nivel de eficiență fără precedent pentru un automobil de turism și, spre deosebire de eșecul modelului „lumpen” Airflow, a demonstrat că automobilele aerodinamice pot avea succes pe piață.

## Istoric
Fiat 1500 a fost prezentat în noiembrie 1935 la Salonul Auto de la Milano. Automobilul era echipat cu un motor cu supape în chiulasă de 1.493 cm³, motor cu șase cilindri în linie, care dezvolta 45 CP la 4.400 rpm. Cutia de viteze avea patru trepte, cu sincronizator pe ultimele două viteze. Viteza maximă era de 115 km/h. Pentru prima dată la un model Fiat, suspensia față era independentă, de tip Dubonnet. Șasiul avea o structură în formă de „X”, cu o secțiune centrală închisă.
Fiat a oferit două variante de caroserie standard din fabrică: un sedan cu 4 uși fără stâlpi centrali (pillarless), cu uși spate cu deschidere inversă , și un cabriolet cu 2 uși de asemenea cu uși cu deschidere inversă. Ambele modele nu aveau capac pentru portbagaj, iar compartimentul de bagaje era accesibil doar prin rabatarea banchetei spate. Roata de rezervă era amplasată extern, într-un spațiu special la spatele caroseriei. Alternativ, modelul 1500 era disponibil și ca șasiu gol, ceea ce a permis unor carosieri să construiască caroserii personalizate.

### 1939: Fiat 1500 B
O versiune îmbunătățită, cunoscută sub numele de Fiat 1500 B, a fost lansată în 1939, conform obiceiului Fiat de a adăuga o literă la denumirea modelului pentru a indica o serie nouă. Aceasta era dotată cu frâne mai puternice și o frână de mână care acționa pe transmisie prin intermediul unei frâne cu bandă, în loc să acționeze pe tamburii frânei de pe puntea spate, ca la modelul anterior. În rest, modelul 1500 B rămânea practic identic cu versiunea inițială.

### 1940: Fiat 1500 C
Modelul 1500 B a avut o existență scurtă, fiind înlocuit în 1940 de Fiat 1500 C, care a introdus un design frontal revizuit și un profil mai convențional. Inspirat de stilul introdus de modelul emblematic Fiat 2800 din 1938, grila radiatorului era ascuțită, mai înaltă și mai verticală, cunoscută sub denumirea de musone (nas mare). Farurile nu mai erau integrate în aripile frontale. Începând cu acest model, singura variantă de caroserie oferită de fabrică era sedanul cu 4 uși.

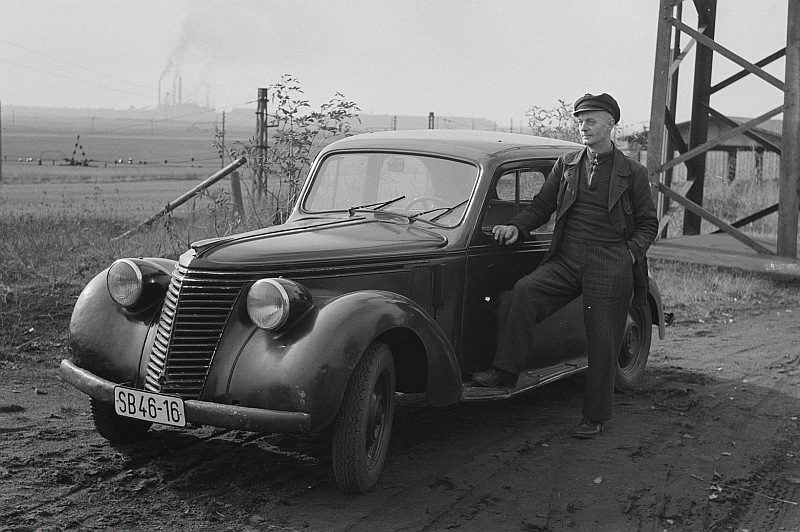
Un model 1500 C sau D, evidențiind designul frontal reproiectat utilizat din 1940.

### 1946: Fiat 1500 D
În 1946, după Al Doilea Război Mondial, Fiat a reluat producția modelelor prebelice, inclusiv 500, 1100 și 1500 C. Deoarece dezvoltarea unor modele complet noi necesita câțiva ani, s-au implementat îmbunătățiri pentru a menține relevanța acestor automobile din anii 1930 pe piața postbelică. Astfel, modelul 1500 D a fost lansat la Salonul Auto de la Torino din 1948, alături de variantele modernizate 1100 B și 500 B Giardiniera (break).
Exteriorul 1500 D păstra în mare parte designul modelului 1500 C din 1940, dar a integrat modificări mecanice semnificative. Suspensia frontală de tip Dubonnet a fost înlocuită cu un sistem cu brațe triunghiulare duble similar cu cel al modelului 1100; astfel, sistemul de direcție a trebuit să fie și el modificat. Motorul a primit un carburator dublu Weber 30 DCR, avea o compresie mai mare de 6.2:1 și alte modificări, ceea ce a crescut puterea la 47 CP, iar viteza maximă a urcat la 120 km/h. Producția acestui model, între 1948 și 1949, a depășit 2.800 de unități.

### 1949: Fiat 1500 E
A cincea și ultima versiune a modelului 1500, denumită 1500 E, a fost prezentată în 1949 la Fiera del Levante din Bari, alături de versiunea actualizată a modelului similar, 1100 E . Caracteristica distinctivă a acestor modele "E" era compartimentul pentru bagaje, care putea fi accesat din exterior; roata de rezervă, anterior montată în spatele vehiculului, trebuia acum amplasată în interiorul acestuia, sub noul capac al portbagajului. În cazul modelului 1500, partea caroseriei din spatele ușilor din spate a fost reproiectată: spatele înclinat, aproape neschimbat din 1935, a fost înlocuit cu un design de tip caroserie în trei volume. Împreună cu barele de protecție mai robuste, aceasta a crescut lungimea totală a mașinii cu aproximativ 3 cm. Geamul din spate a devenit dintr-o singură piesă, înlocuind designul anterior cu geam divizat, iar pragurile au fost integrate în ștanțările laterale ale caroseriei.
Îmbunătățiri semnificative au fost aduse și transmisiei: ambreiajul a fost consolidat, a fost adăugat sincronizator pe treapta a doua, iar în interiorul cabinei a fost instalată o manetă de schimbare a vitezelor montată pe coloană. În total, au fost produse aproximativ 1.700 de unități 1500 E, ajungând la un total de aproximativ 46.000 de exemplare din toate modelele Fiat 1500.
După 15 ani de producție, în 1950 modelul 1500 a fost înlocuit de Fiat 1400, prima mașină complet nouă a mărcii din perioada postbelică, caracterizată prin caroserie autoportantă.